# Olędzkie
Olędzkie – wieś w Polsce, położona w województwie podlaskim, w powiecie bielskim, w gminie Brańsk.
W latach 1921–1934 wieś należała do gminy Topczewo.
W latach 1975–1998 miejscowość położona była w województwie białostockim.
Według Powszechnego Spisu Ludności z 1921 roku wieś zamieszkiwało 206 osób, wśród których 195 było wyznania rzymskokatolickiego, 3 prawosławnego a 8 mojżeszowego. Jednocześnie wszyscy mieszkańcy zadeklarowali polską przynależność narodową. Było tu 47 budynków mieszkalnych.
Wierni kościoła rzymskokatolickiego należą do parafii św. Stanisława w Topczewie.